# Kegalle
Kegalle (en tamil: கேகாலை ) es una ciudad de Sri Lanka capital del distrito homónimo en la provincia de Sabaragamuwa.

## Geografía
Se encuentra a una altitud de 175 m s. n. m. a 77 km de la capital nacional, Colombo, en la zona horaria UTC +5:30.

## Demografía
Según estimación 2011 contaba con una población de 18 133 habitantes.